# Buddy Edelen
Buddy Edelen (eigentlich Leonard Graves Edelen; * 22. September 1937 in Harrodsburg, Kentucky; † 19. Februar 1997 in Tulsa) war ein US-amerikanischer Marathonläufer.

## Laufbahn
Nach seinem Studium mit einem Teilstipendium an der University of Minnesota zog er nach Chelmsford in England, wo er als Lehrer arbeitete und von seinem Landsmann Fred Wilt trainiert wurde, der damals die Trainingssysteme der Welt sammelte und publizierte. Edelens Training bestand in der Regel aus mehr als 200 km in der Woche.
Am 6. Mai 1960 blieb er in Sunnyvale über 10.000 Meter mit 29:58,9 min als erster US-Amerikaner unter der 30-Minuten-Marke. 1962 wurde er englischer Meister im Bahnlauf über zehn Meilen (16.093 m) und wurde bei seinem Debüt über die 42,195-km-Distanz Neunter beim Polytechnic Marathon. Danach startete er außer Konkurrenz bei der walisischen Marathonmeisterschaft. Mit 2:22:32 h hatte er fast eine Viertelstunde Vorsprung auf den offiziellen Sieger. Nach einem zweiten Platz beim Košice-Marathon stellte er als Vierter beim Fukuoka-Marathon mit 2:18:57 h einen US-Rekord auf.
Im Jahr darauf siegte er zunächst beim Athen-Marathon und triumphierte dann beim Polytechnic Marathon mit der Weltbestzeit von 2:14:28 h. Er blieb 48 Sekunden unter der Rekordmarke, die der Japaner Tōru Terasawa vier Monate zuvor aufgestellt hatte. Im Herbst stellte er in Košice mit 2:15:10 einen Streckenrekord auf, der bis 1978 bestehen blieb.
1964 wurde er durch einen Sieg beim Yonkers-Marathon US-Meister und qualifizierte sich für die Olympischen Spiele in Tokio. Bei extremer Hitze legte er den hügeligen Kurs in 2:24:25 h zurück und hatte dabei fast 20 Minuten Vorsprung auf den Zweiten, den Österreicher Adolf Gruber. Obwohl Edelen sich eine Ischialgie zugezogen hatte, die den Rest seiner sportlichen Karriere beeinträchtigte, kam er im olympischen Rennen auf den sechsten Platz.
Beim Polytechnic Marathon 1965 wurde er mit 2:14:34 Dritter, geschlagen nur von Terasawa und dessen Landsmann Morio Shigematsu, der mit 2:12:00 Weltbestzeit lief.
1967 zog er sich vom Leistungssport zurück. Danach arbeitete er als Psychologielehrer am Adams State College und als Staatsangestellter in Tulsa. Im Alter von 59 Jahren erlag er einem Krebsleiden.
Buddy Edelen startete für die Hadleigh Olympians.

## Persönliche Bestzeiten
- 10.000 m: 29:53,0 min, 13. April 1963, London
- Marathon: 2:14:28 h, 15. Juni 1963, Chiswick